# 男性化 (生物学)
生物学および医学における男性化（Virilization, Masculinization）とは、若い男性または女性において成人男性の特徴が生物学的に発現する事である。胎児の男性器の発達も男性化と言われる。男性化の変化の殆どは、アンドロゲンによって引き起こされる。動物については、雄性化と称する。 
男性化は、出生前の性分化、出生後の正常な男性の思春期の変化、女性の過剰なアンドロゲンの影響という3つの医学的および生物学的な文脈で最もよく使われる。また、思春期の遅れやテストステロンの低下に悩む男性のアンドロゲン補充療法の結果を示す用語としても用いられる。

## 出生前男性化
出生前の段階では、会陰の閉鎖、陰嚢の菲薄化と皺（襞）形成、陰茎の成長、尿道溝が陰茎の先端まで閉鎖することを男性化という。
遺伝的女性の出生前の男性化と遺伝的男性の未男性化は、曖昧な性器や間性の状態の一般的な原因である。

### 過男性化
遺伝的に女性の胎児が出生前に男性化するのは、胎児の副腎で過剰な量のアンドロゲンが産生されたり、母親の血液中にアンドロゲンが存在したりする場合である。先天性副腎過形成症の最も深刻な形態では、遺伝的に女性の胎児が完全に男性化し、触知出来る精巣のない、一見して正常な男性の体格になる。より多くの場合、男性化は部分的であり、生殖器は曖昧である。
また、プロゲスチンによる男性化もあり得る。

### 低男性化
遺伝的男性が充分なアンドロゲンを産生出来ない場合や、体の組織がアンドロゲンに反応出来ない場合には、低男性化（Undervirilization）が起こる可能性がある。有意なアンドロゲンが産生されないか、体がアンドロゲンに全く反応しない場合には、完全な不妊症となる。どちらの場合も女性の体になる。部分的低男性化では、男性と女性の中間の曖昧な性器を生じる。最も軽度の症例では、陰茎が僅かに小さくなる。この様な症状は、アンドロゲン不応症、5α-還元酵素欠損症、先天性副腎過形成の一部などで発生する。

## 正常な男性化
医学的にも一般的にも、男性化とは、男性の正常な思春期の過程を指す事が多い。陰茎や精巣の成長、身体成長の促進、陰毛の発育、顔、体躯、四肢のアンドロゲン性の発毛、変声、筋肉の増加、顎の肥大、喉仏の隆起、肩幅の拡大などの影響がある。

## 小児の男性化
アンドロゲンの過剰により、男性でも女性でも小児期に男性化が起こる事がある。典型的な小児の男性化症状は、陰毛、成長と骨の成熟の促進、筋力の増加、にきび、大人の体臭などである。男性の場合は思春期早発症のシグナルとなる事がある。また男女共に、先天性副腎過形成や性腺または副腎のアンドロゲン産生腫瘍が原因となる事がある。

## 思春期または成人女性の男性化
女性の男性化は、陰核の肥大、筋力の増加、面皰、多毛、前髪の薄化、変声、無排卵による月経の乱れ、性欲の強さ、全体的に攻撃的な態度などとして現れる。
女性の男性化の原因として考えられるものを、以下に挙げる。
- アンドロゲン産生腫瘍
  - 卵巣
  - 副腎（副腎腫瘍）
  - 脳下垂体（下垂体腺腫）
- 卵胞莢膜増殖症（英語版）
- 甲状腺機能低下症
- アナボリックステロイド暴露
- 21水酸化酵素欠損先天性副腎過形成（英語版）（晩発性）
- 原発性アルドステロン症

## 脱男性化
脱男性化とは、男性化の反転を意味する。男性化の一部は可逆的である。脱男性化は、自然には加齢男性性腺機能低下症候群、病的には性腺機能低下症、人工的または医学的には抗アンドロゲン薬、エストロゲン薬、睾丸切除などによって起こる。男性化は身体の生理に影響を与えるが、一部の特徴（体毛、硬い顎のライン、肥大した喉仏など）は残る。